# نشاز (فرقة موسيقية)
نشاز, فرقة موسيقيٌة تونسيٌة تأسٌست في أواخر التسعينات وتهتمٌ أساسا بتحديث الأغنية التونسيٌة لحنا وكلمات. اكتشفت الجماهير فرقة نشاز في أواخر سنة 2006 عبر أغنية تونزينو من الشريط الوثائقي التونسي في أش أس كحلوشة لنجيب بالقاضي.من أهم الأغاني التي قدمتها فرقة نشاز أغنية اليوم الثامن وهي ليست إلا ذلك القصيد الخالد لشاعر تونس الفذ أبي القاسم الشابي/ إرادة الحياة/.نشاز تتميز كذلك بإتقانها للموسيقى الكلاسيكية العربية يكفي الاستماع لعزفهم للونقا نهاوند في حوار نادر بين العود والقيثارة...فرقة نشاز أجمل تعبير على قدرة التوانسة على الولادة والانبعاث دائما من جديد في إطار التمسك بالهوية الثقافية مع التجديد المستمر.نشاز متكونة أساسا من عازف القيثارة هيكل قيزة وعازف العود إسكندر بوعصيدة.

## روابط خارجية
- نشاز على موقع ميوزك برينز (الإنجليزية)

- (بالفرنسية) الموقع الرسمي للفرقة.